# Зима в Едемі
«Зима в Едемі» — науково-фантастичний, алтерантивно-історичний роман фантаста Гаррі Гаррісона, написаний в 1986 році. Друга частина трилогії «Едем».

## Сюжет
Купка іілан покидає спалене людьми місто Альпесаак. Командир урокето (живого катера) Ерефнаіс бере курс на рідне місто Ікхалменец. Коли урукето пропливає повз міста Йебеск, п'ятеро Дочок Життя на чолі з Енге покидають борт і, втративши одну з подруг, допливають до міста. Ейстаа Йебеска Саагакель відправляє гостей на місцеву каторгу. Велика вчена іілан, стара Амбаласи, вирішує досліджувати феномен Дочок Життя, влаштовує їм втечу, захоплює урукето і наказує плисти через океан, де за її розрахунками розташований невідомий материк (Південна Америка). Дочки Життя засновують там нове місто і знаходять місцеву расу іілан — Сорогетсо, які використовують знаряддя для праці замість видозмінених тварин, і дотримуються рівноправ'я статей з елементами патріархату. Їхні самці — сильні і вольові, захищають своїх самок. Виношуючи яйця, самці не втрачають свідомості від їх невеликої кількості і уникають, таким чином, ризику померти від виснаження сил. Серед Дочок Життя починаються суперечки щодо того, чий спосіб життя правильний.
Урукето Ерефнаіса досягає Ікхалменеца, де Вейнте переходить на службу до ейстаа Ланефенуу. На Ікхалменец насуваються холоди, Ланефенуу приймає рішення переїхати до Альпесааку, винищивши устозоу. Вчені іілан вирощують отруйні рослини, що заселяють місто і змушують втекти звідти саску, які оселилися там під впливом Керріка і назвали нове місто Дейфобеном. Сам Керрік, зберігши життя двом вцілілим самцям і навчивши їх полювати, вирушає на північ до парамутан, отримавши звістку, що у них знаходиться його дружина і син, проте ледь не гине від обмороження. Парамутани рятують Керрика і на його прохання відвозять його з родиною в Дейфобен. Там Керрік дізнається від Ерефнаис про вирішальний наступ іілан з Ікхалменеца.
Парамутани, повернувшись, забирають на північ Керріка з сім'єю. Визначивши на картах Ерефнаіс і кістяних картах парамутан місцезнаходження метеорологічної станції, іілан Керрік проводить там розвідку і ледве виживши, дізнається від місцевого наукового місцезнаходження Ікхалменеца. Він йде прямо до Ланефенуу і погрожуючи вогнем (який розводить на горі його дружина) і загибеллю всіх урукето (двох винищує парамутан Калалек) вимагає припинення війни з устозоу. Ланефенуу приймає його вимоги, за її наказом іілани знімають облогу з долини саску. Розгнівана Вейнте оскаржує це рішення, Ланефенуу залишає її на пустельному узбережжі Африки.